# Дјуи-Хамболт (Аризона)
Дјуи-Хамболт (енгл. Dewey-Humboldt) град је у америчкој савезној држави Аризона. По попису становништва из 2010. у њему је живело 3.894 становника.

## Демографија
Према попису становништва из 2010. у граду је живело 3.894 становника, што је 2.401 (38,1%) становника мање него 2000. године.
| Група             | 2000.         | 2010.         |
| Белци             | 5.857 (93,0%) | 3.331 (85,5%) |
| Афроамериканци    | 14 (0,2%)     | 11 (0,3%)     |
| Азијати           | 21 (0,3%)     | 8 (0,2%)      |
| Хиспаноамериканци | 328 (5,2%)    | 408 (10,5%)   |
| Укупно            | 6.295         | 3.894         |